# Hoya trigonolobos
Hoya trigonolobos är en oleanderväxtart som beskrevs av Rudolf Schlechter. Hoya trigonolobos ingår i släktet Hoya och familjen oleanderväxter. Inga underarter finns listade i Catalogue of Life.